# Fort Fisher
Fort Fisher war eine Befestigungsanlage des Konföderierten Heeres während des Sezessionskrieges. Es schützte die lebenswichtigen Nachschubwege zum Hafen von Wilmington, North Carolina während der Zeit von 1861 bis zur Eroberung durch die Truppen der Nordstaaten 1865.
Es liegt auf einer Landzunge im Mündungsbereich des Cape Fear Rivers in den Atlantischen Ozean. Zur damaligen Zeit bekannt als „Federal Point“, North Carolina, heißt die Gegend heute „Pleasure Island“, North Carolina.

## Strategische Lage

Fort Fisher

Der Hafen von Wilmington liegt etwa 50 Kilometer stromaufwärts von der Mündung des Cape Fear Rivers in den Atlantischen Ozean.
Während des Bürgerkrieges war Wilmington einer der wichtigsten Anlaufstellen für Versorgungsschiffe mit dringend benötigten Gütern zur Kriegsführung, sowie auch für die Ausfuhr von Baumwolle und Tabak. Über den Hafen von Wilmington wurde der Süden generell versorgt. Außerdem wäre die Nord-Virginia-Armee von General Lee in Virginia ohne die Versorgung über den Hafen nicht einsatzfähig gewesen.
Der größte Teil der hier verkehrenden Schiffe waren britische Schiffe, die Blockadebrecher genannt wurden. Der Name rührte daher, dass die Mündung des Cape Fear River von einem US-Geschwader abgeriegelt wurde und jedes Mal durchbrochen werden musste. Die Blockadebrecher kamen meistens aus den britischen Kolonien Bermudas, Bahamas und Nova Scotia. Meistens führten sie die Flagge der Konföderierten, da die US-Regierung angedroht hatte, die unter britischer Flagge aufgebrachten Blockadebrecher als Piraten zu behandeln und hinzurichten.
Nach der Einnahme von Norfolk, Virginia im Mai 1862 wuchs die Bedeutung von Wilmington erheblich, da es der wichtigste verbliebene Hafen der Südstaaten an der Atlantikküste geworden war. Die Befestigungsanlagen von Wilmington waren so massiv, dass sie an der Ostküste nur von den Befestigungen Charlestons übertroffen wurden. Aus diesem Grunde sowie wegen der Präsenz von Fort Fisher konnte die Stadt nahezu bis Kriegsende Widerstand leisten.

## Cape Fear River Verteidigungsanlagen

Untere Cape Fear River Region

Südlich von Wilmington wurde der Cape Fear River auf die letzten 30 Kilometer durch konföderierte Forts und Batterien gesichert. Des Weiteren waren zur Verengung der Fahrrinne Schiffe versenkt und „Torpedoes“ genannte Minen angebracht worden. Ein- und auslaufende Schiffe wurden von konföderierten Marineoffizieren durch die Sperren geleitet.

## Baugeschichte
Erste Batterien Artillerie wurden im Frühjahr 1861 etwa 1.600 Meter vom „New Inlet“ entfernt errichtet. Bereichsbefehlshaber zu dieser Zeit war General Theophilus H. Holmes. Chefinspekteur der Verteidigungsanlagen in North Carolina war Major William H. C. Whiting.
Später wurde dieses erste Befestigungswerk nach seinem Initiator, Major Charles Pattison Bolles, „Bolles Battery“ genannt.
Zusätzlich wurde nördlich der Batterie das Übungsgelände „Camp Wyatt“ angelegt.
Im Sommer 1861 übernahm Oberst Seawell L. Fremont mit dem 1. North Carolina-Artillerie-und-Pionierregiment das Kommando. Er ließ an der Landenge weitere Befestigungswerke errichten:
- Meade Battery
- Zeke’s Island Battery
- Anderson Battery
- Gatlin Battery

Im September taufte man die Anlage endgültig auf den Namen "Fort Fisher", nach Oberst Charles F. Fisher, der als Kommandeur des 6. North Carolina-Infanterie-Regiments in der Ersten Schlacht von Manassas gefallen war.
Im Juli 1862 wurde Oberst William Lamb zum Kommandanten des Forts ernannt. Er veranlasste die Errichtung von sogenannten Erdwerken, die die landseitige Verteidigungslinie verstärkten und Land Face genannt wurden. Am nordöstlichen Eckpunkt der Verteidigungslinie wurde im Frühjahr 1863 die „Northeast Bastion“ als stärkstes Bauwerk von Fort Fisher errichtet. Die Wälle waren hier 9 Meter hoch. Von dort führte die Anlage im einspringenden Winkel bis zur abschließenden „Battery Shepherd“. Zum Bau der Northeast Bastion wurden hunderte von Männern sowie eine Schmalspurbahn eingesetzt. Auf der Bastion errichtete man eine Lichtsignalstation für die Blockadebrecher.
Insgesamt waren zum Bau der Befestigung über 1.000 Arbeitskräfte, einschließlich 500 Sklaven und einiger Indianer vom Stamm der Lumbee beschäftigt.
Nach Abschluss der Erweiterungsarbeiten war Fort Fisher zum größten Fort der Konföderation geworden und wurde im November 1863 sogar von Präsident Jefferson Davis besichtigt.
1864 wurde das komplette 36. North Carolina-Infanterie-Regiment als Besatzung in das Fort verlegt. Im Oktober des gleichen Jahres wurde die „Buchanan Battery“e errichtet.
Im Laufe der Zeit war Fort Fisher soweit verstärkt worden, dass es in der Lage war, die Schiffe der US-Blockadeflotte in gebührender Distanz zu halten und so einen Beschuss der Küstenlinie zu unterbinden.

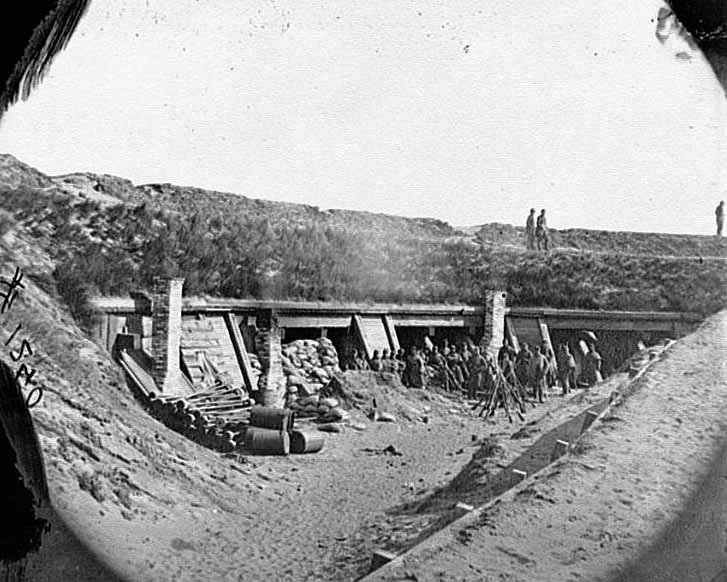
Innenhof mit Unterständen vor dem Angriff

### Beschreibung
Wie bei den während des Krieges erbauten Befestigungswerken an den Küsten üblich bestand das Fort nahezu ausschließlich aus aufgeschütteten Sandwällen mit ebensolchen Traversen zwischen den Geschützständen, vorgelegten, trockenen Gräben und Palisaden aus Palmenstämmen. Grundriss war ein einspringender Winkel mit ungleich langen Schenkeln, deren Eckpunkt die Northeast Battery bildete. Von dort führte die „Seefront“ (Sea defense) mit Schussrichtung Atlantik über eine Strecke von 1.600 Metern entlang der Küstenlinie nach Südwesten und endete bei der großen „Mound Battery“. Ausgestattet war die Seefront mit 22 Kanonen, die 3,6 Meter über Seehöhe aufgestellt waren. In den Wall waren ein Telegraphenbüro und ein bombensicheres Hospital eingebaut.
Die sogenannte Landbefestigung (Land defense) führte von der Northeast Bastion über eine Länge von 540 Meter bis zur „Battery Shepherd“ und deckte gegen die Landseite der Halbinsel. Die Front war ausgestattet mit 15 Hohltraversen und 25 Kanonen. Letztere waren 3 Meter über Seehöhe aufgestellt. Unter den Traversen und dem Wall befand sich ein System von bombensicheren Hohlgängen einschließlich eines Arsenals. Vor der Front war ein 2,7 Meter hoher Zaun aus Palmenstämmen errichtet worden.
Die „Buchanan Battery“ war eine Befestigung zur Flankendeckung des Hauptwerkes an der Spitze der Halbinsel, gegenüber „Cape Fear's New Inlet“.
(Koordinate: 33° 57′ 36″ N, 77° 56′ 28″ W)

### Bewaffnung
Die Seefront war ausgestattet mit (die genaue Stückelung ist nicht bekannt) 8 inch (205 mm) Glattrohr-Geschützen (sogenannten Columbiads), 10 inch (254 mm) Columbiads, sowie gezogenen 12 Pfündern und „Brooke Rifles“. Des Weiteren befand sich an der Seefront ein 150 Pfünder Armstrong-Geschütz. Die Northeast Bastion war mit einem 8 inch Blakley-Mörser ausgerüstet.
In der „Shepherd Battery“ am Ende der linken Face und der „Mound Battery“ am Ende der rechten Face befanden sich 4,5 inch Parrott-Geschütze, die aus vorkragenden Stellungen die Facen bestreichen konnten. Die Front der Landseite war mit 4,5 inch Parrott Rifles, zwei 24-Pfünder Coehorn Mörsern und einem 8 inch seacoast Mörser ausgestattet. Der Zugangsweg wurde durch einen 12 Pfünder „Napoleon-M1857“ und ein 3 inch Parrott-Geschütz bestrichen. Der Haupteingang des Landwalles wurde durch zwei 12-Pfünder gedeckt.

### Verwendete Geschütztypen

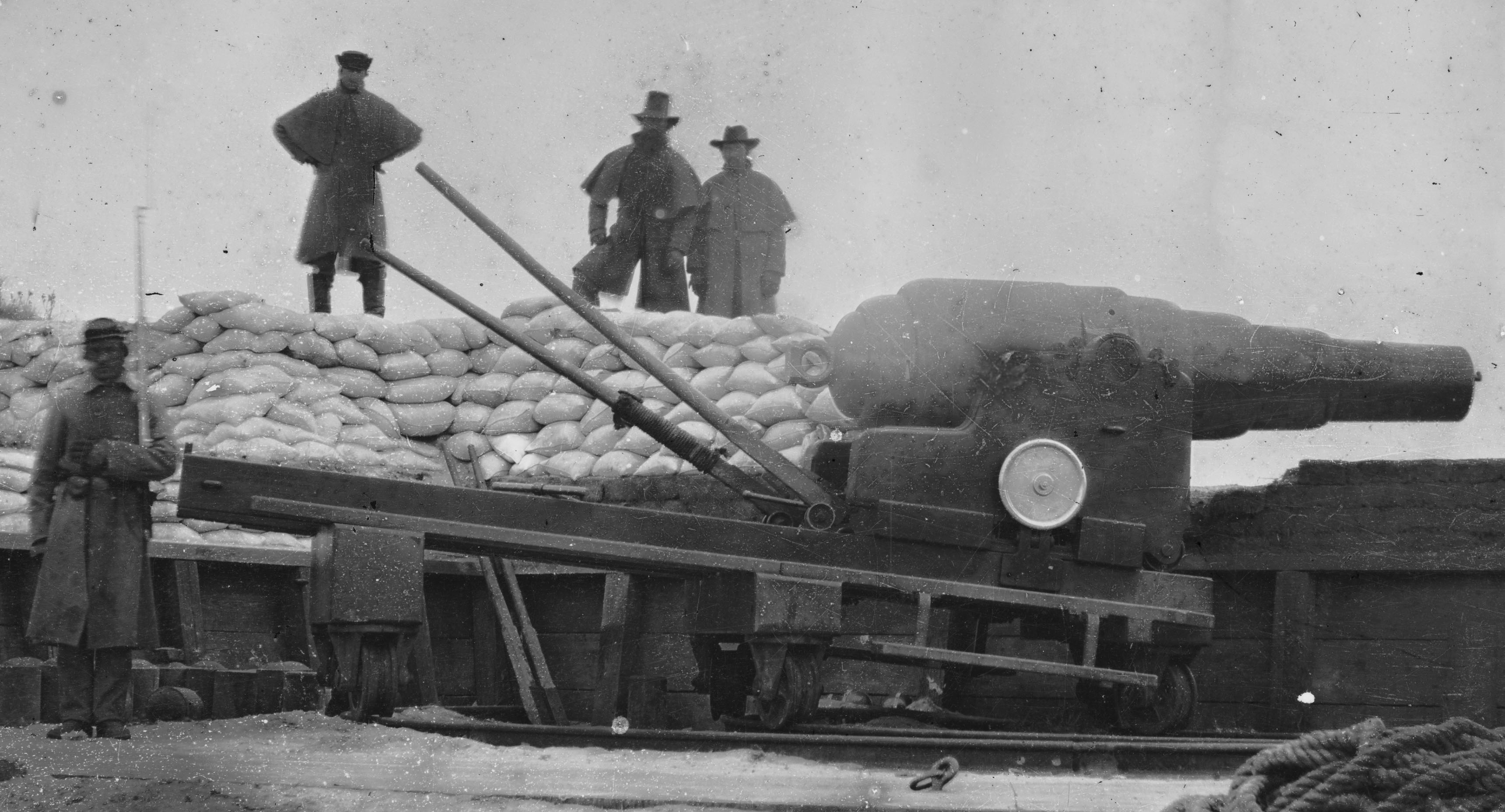
8 inch Columbiad
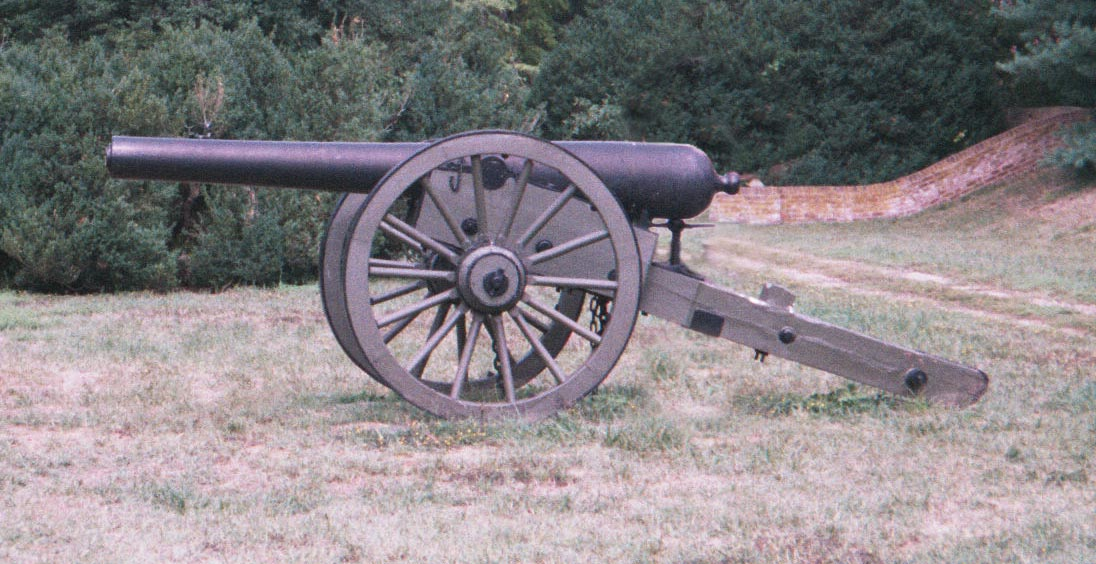
4.5 inch Parrott Rifle
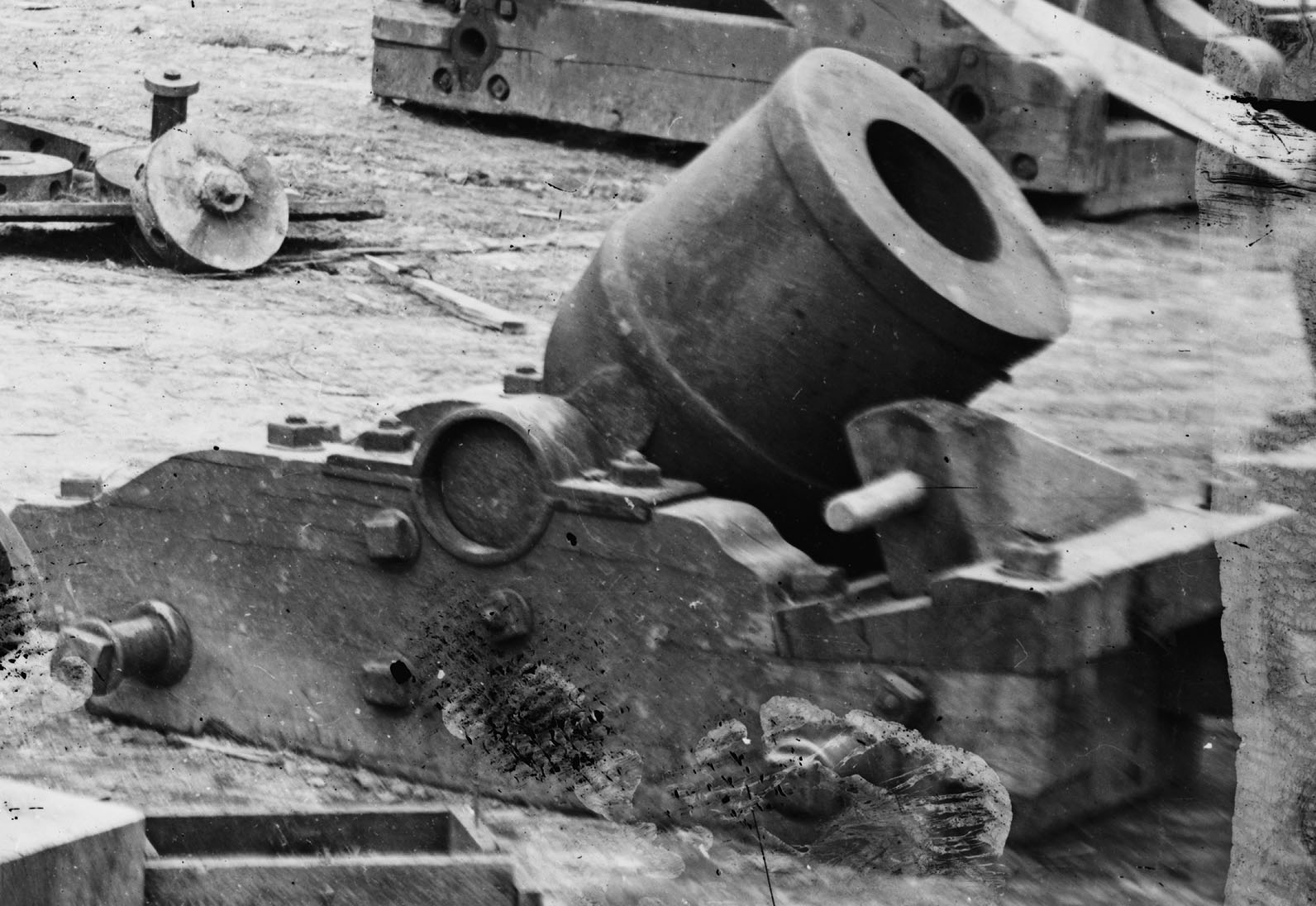
8 inch Mortar
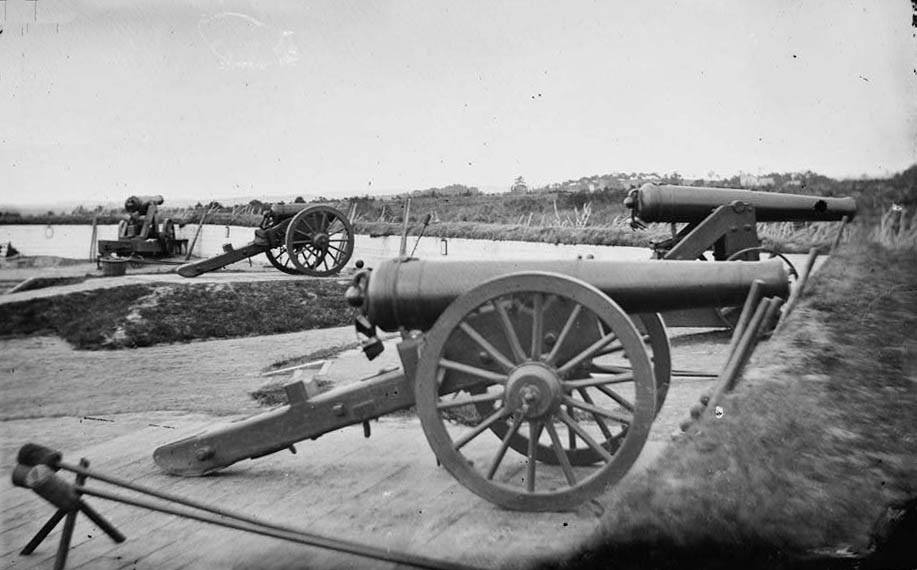
32Pfünder Rifle
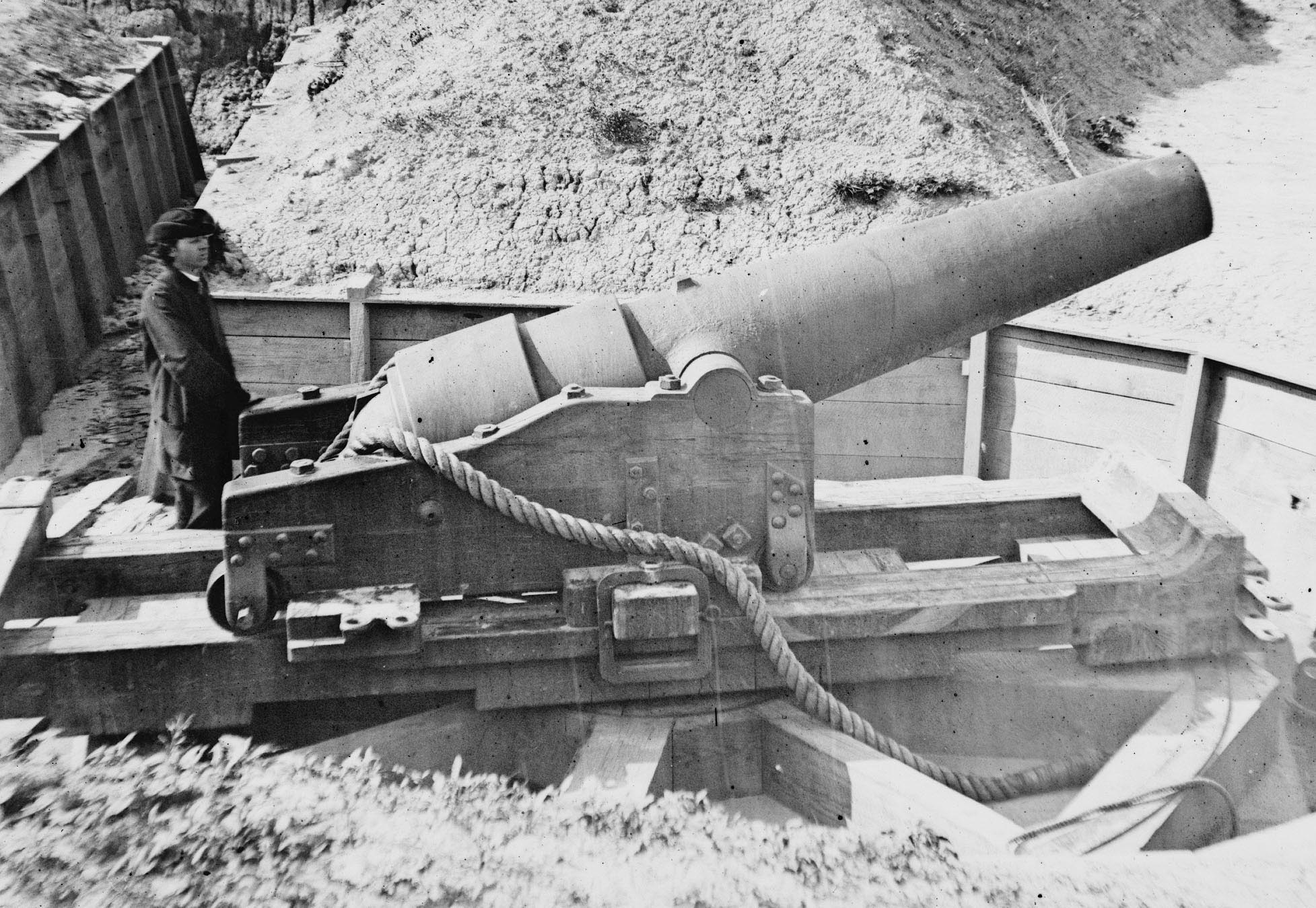
Brooke Rifle

## Beginn der Kampfhandlungen
Nach der Eroberung von Mobile, Alabama im August 1864 plante die Union als nächsten Schritt die Einnahme von Wilmington. Bereits im September des gleichen Jahres wurde von der Presse der Nordstaaten ein Angriff auf Charleston, South Carolina oder Wilmington angekündigt und so das Überraschungsmoment aus der Hand gegeben.
Zu diesem Zeitpunkt war Fort Fisher mit 2.400 Mann belegt. Allerdings war der größte Teil der Männer nicht im Festungskampf ausgebildet. Nach den Verlusten auf den anderen Schlachtfeldern, insbesondere der Belagerung von Richmond, Virginia, war eine Heranführung von Verstärkungen nur unter Schwierigkeiten möglich. Zum Ausgleich wurde der Cape Fear River mit weiteren "torpedoes" vermint sowie eine vorgeschobene Brustwehr am nördlichen Ende des Befestigungswerkes erbaut.
Wegen Alkohol- und anderen persönlichen Problemen wurde der nunmehrige General Whiting von seinem Posten abgelöst und durch General Braxton Bragg ersetzt. Als Bragg im November 1864 zum Kampf gegen Sherman in Georgia abkommandiert worden war, zog dieser dazu 2.000 Mann aus der Verteidigung von Wilmington heraus, um sie in der Feldschlacht einzusetzen. Nachdem Grant davon erfahren hatte, plante er unverzüglich den Angriff gegen Wilmington und Fort Fisher.

### Erster Angriff
Im Dezember 1864 wurde ein Expeditionskorps der James-Armee in Virginia unter Generalmajor Benjamin Butler abgestellt, um im Zuge einer amphibischen Operation Fort Fisher einzunehmen. Unterstützt wurde er von den bereits vor Ort anwesenden Einheiten der US-Marine unter Konteradmiral Porter. Nachdem General Lee von diesem Vorhaben Kenntnis erhielt, beorderte er Generalmajor Robert Hokes Division als Verstärkung nach Fort Fisher. Hoke übernahm damit auch das Kommando im Militärbezirk Wilmington.
Die Unionstruppen begannen ihren ersten Angriff am 24. Dezember 1864 mit einer massiven Beschießung von Fort Fisher. Durch direkte Treffer wurde eine Anzahl von Geschützen des Forts außer Gefecht gesetzt und die Abwehr zeitweise erheblich geschwächt. Daraufhin begannen die Truppen der Nordstaaten mit einem amphibischen Angriff, der jedoch durch das rechtzeitige Eintreffen der Truppen von General Hoke vereitelt wurde. Am 27. Dezember befahl General Butler den Rückzug seiner etwa 1.000 Mann, die auf dem Küstenstreifen verharrten, womit er einen direkten Befehl von General Grant missachtete. Grant hatte angeordnet, dass im Falle eines missglückten Angriffes in die Belagerung übergegangen werden sollte. Butler wurde danach seines Kommandos enthoben.

### Zweiter Angriff

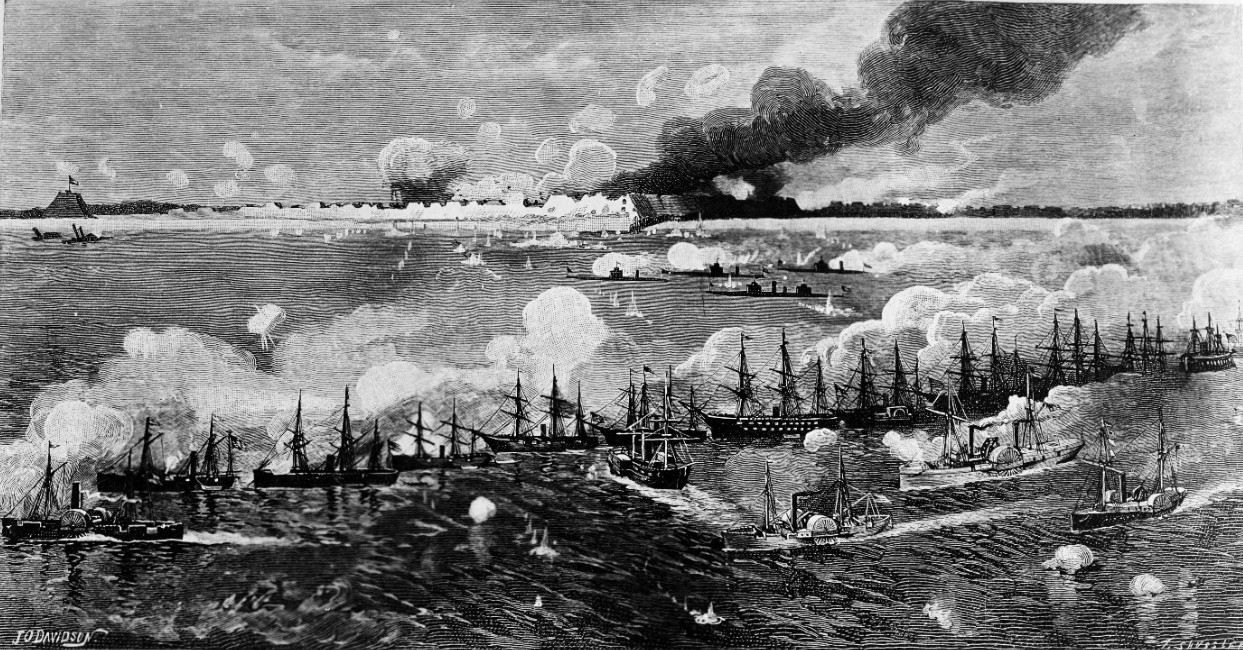
Schiffe des Nordatlantik Blockadegeschwaders beim Vorbereitungsfeuer für den Angriff vom 15. Januar 1865

Nach dem Rückzug und der Ablösung von Butler wurde er durch Brevet Generalmajor Alfred Terry ersetzt. Dieser wurde mit einem erneuten Angriff beauftragt, der "Terry's expedition" genannt wurde. Admiral Porter war auch bei diesem zweiten Angriff der Befehlshaber der Marinestreitkräfte. Der zweite Angriff begann am 12. Januar 1865 mit einer massiven Beschießung durch 56 Schiffe, die zweieinhalb Tage andauerte. Die Wälle des Forts wurden dabei ernstlich beschädigt. Am 13. Januar 1865 schickte Terry eine Division afroamerikanischer Unionstruppen an die Nordseite von Fort Fisher, wo sie die Halbinsel abriegeln und eventuelle Verstärkungen der Konföderierten unter General Braxton Bragg aufhalten sollten. Am 15. Januar 1865 landeten weitere 8.000 Mann Unionstruppen um 3:00 Uhr am Morgen auf der Halbinsel. Es gelang den Unionstruppen, durch die Shepherd Battery in das Fort einzudringen und die Verteidiger auf den Wällen von hinten her anzugreifen. Nach einem Nahkampf von sechs Stunden ergab sich der verwundete General William H. C. Whiting als (wiedereingesetzter) Befehlshaber des Cape Fear-Distriktes den Unionstruppen. Er starb am 10. März 1865 in Gefangenschaft.
Es blieb das größte amphibische Landungsunternehmen der US-Heeres bis zum Zweiten Weltkrieg.

## Explosion des Pulvermagazins
Kurz nach Sonnenaufgang am 16. Januar 1865 explodierte das Pulvermagazin des Forts, wobei über 200 Soldaten beider Seiten getötet wurden.
Dies führte zu einer heftigen Debatte zwischen Offizieren der Nord- und Südstaaten, wobei letzteren vorgeworfen wurde, die Explosion aus Heimtücke absichtlich herbeigeführt zu haben. Allerdings kam sehr schnell der Verdacht auf, dass Fahrlässigkeit Seitens der feiernden und unter Alkoholeinfluss stehenden Nordstaatensoldaten – obwohl Posten aufgestellt waren – zu der Katastrophe geführt hatten.
Eine eingesetzte Untersuchungskommission kam zu dem folgenden Ergebnis:
BERICHT
Nach Sorgfältiger Betrachtung der Vorkommnisse und unter Berücksichtigung aller Beweise und Fakten stellt die Kommission Folgendes fest:
1. Unverzüglich nach der Eroberung des Forts gab General Ames über den stellvertretenden diensthabenden Generaladjutanten der 3. Brigade (2. Division), (Hauptmann) George W. Huckins, den Befehl an (Oberstleutnant) Samuel M. Zent vom 13. Indiana-Infanterie-Regiment an allen Magazinen und Unterständen Posten aufzustellen.
2. Oberstleutnant Zent begann an der Nordwestecke des Forts mit der Aufstellung von Posten, dabei wurden insgesamt vor 31 unterirdische Eingänge Wachen aufgestellt. Das später explodierte Pulvermagazin war auf den schriftlichen Anweisungen nicht aufgeführt, weswegen auch eine Bewachung unterblieb.
3. Betrunkene Soldaten, Matrosen und Marineinfanteristen betraten die Unterstände mit offenen Lichtern und feuerten dabei ihre Gewehre ab.
4. Etwa fünfzehn Minuten vor der Explosion des Magazins wurden Plünderer mit offenen Lichtern beim Betreten des Magazins beobachtet. Die Kommission wird der Meldung, dass das Fort über einen elektrischen Draht von der anderen Seite des Cape Fear River zur Explosion gebracht wurde, keine Beachtung schenken.

RESULTAT
Die Kommission kommt zu dem Schluss, dass die Explosion auf Sorglosigkeit und Unwissenheit der auslösenden Personen zurückzuführen ist.
Die Kommission vertagt sich auf unbestimmte Zeit.
JOSEPH C. ABBOTT,

Brevet Brigadier-General, U.S. Volunteers, Vorsitzender

GEORGE F. TOWLE,

Captain Fourth New Hampshire Volunteers,

Acting Assistant Inspector-General and Recorder.

## Folgen
Nach der Einnahme von Fort Fisher war die Lebenslinie nach Wilmington abgeschnitten. Am 22. Februar 1865 fiel auch Wilmington in die Hände der Union. Drei Monate später war der Krieg zu Ende.

## Heutige Situation
Durch Bodenerosion sind nur noch geringe Reste der Sandwälle vorhanden. Ein Teil des originalen Palisadenzaunes wurde inzwischen restauriert.

Die Überreste des Forts wurden im November 1961 zum National Historic Landmark deklariert. Sie sind Teil der Fort Fisher State Recreation Area, die aus dem North Carolina Aquarium at Fort Fisher sowie dem Fort Fisher State Historic Site Museum und Besucherzentrum besteht. Seit Oktober 1966 ist Fort Fisher als Stätte im National Register of Historic Places eingetragen.
Besucher können die rekonstruierten Teile des Forts besuchen. Auf Sheperd's Battery befindet sich eine schussbereite 32-Pfünder seacoast cannon, die zu besonderen Gelegenheiten abgefeuert wird.